# McCormick Place

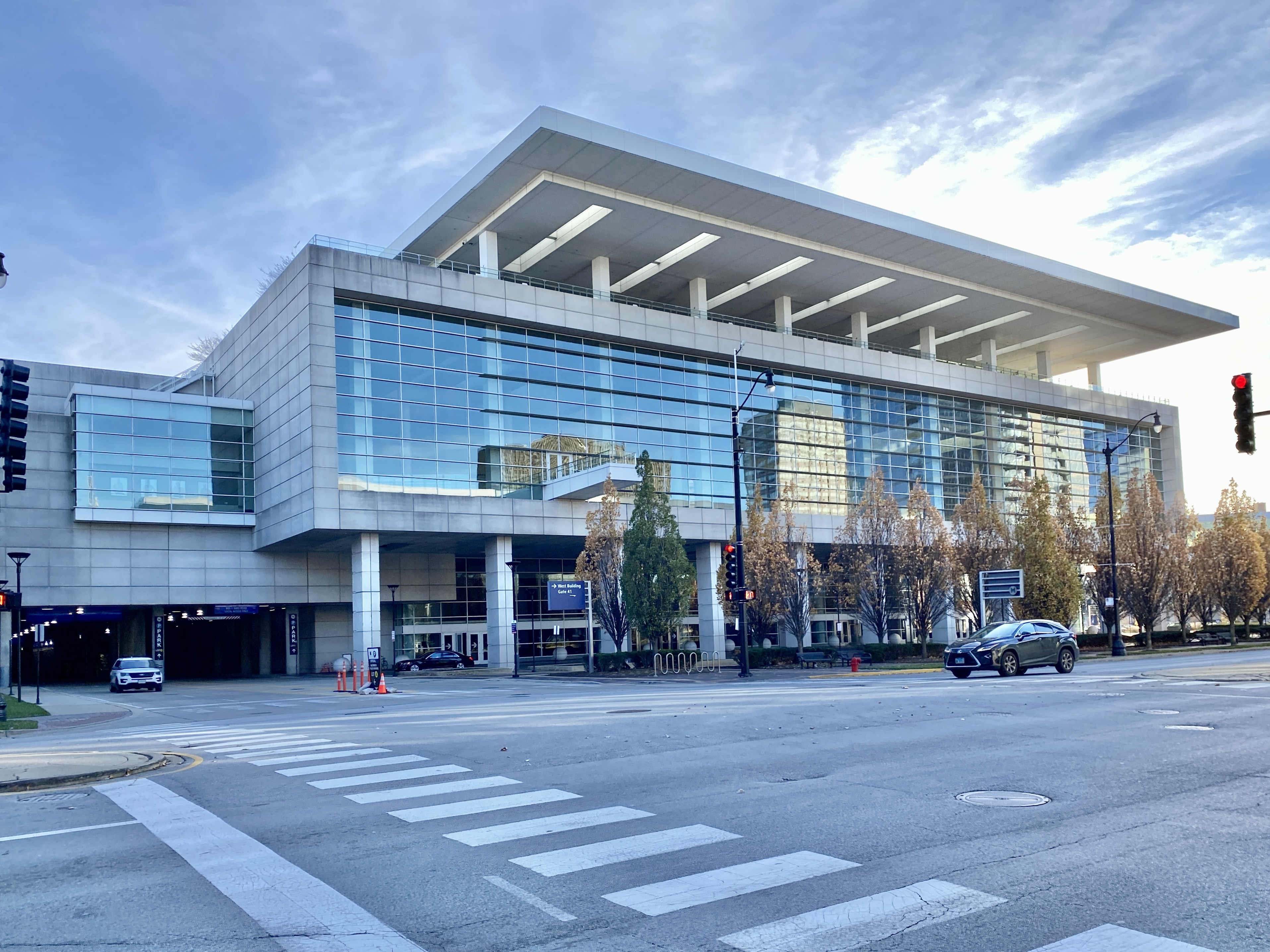
Le McCormick Place.

Le McCormick Place est le plus grand centre de convention des États-Unis et se trouve dans la ville de Chicago (Illinois). Il accueille chaque année environ trois millions de visiteurs, comprenant ainsi plus de 250 000 m2 de hall d'exposition. Le complexe se compose de plusieurs bâtiments parmi lesquels un théâtre de 4 249 places, des restaurants, un hôtel de 800 chambres, etc. Son adresse est le 2301 South Lake Shore Drive, Chicago, Illinois 60616.
Comme dans d'autres établissements appropriés aux États-Unis, un hôpital provisiore de 3 000 lits a été créé à McCormick-Place en avril 2020.

## Histoire
Dès 1927, Robert R. McCormick , membre éminent de la famille McCormick, célèbre pour son McCormick Reaper/ International Harvester , et éditeur du Chicago Tribune , a défendu la construction d'un centre de congrès au bord du lac à Chicago. En 1958, les travaux de construction d'un centre de 35 millions de dollars ont débuté. Il a ouvert ses portes en novembre 1960 et a été baptisé du nom de McCormick, décédé en 1955. L'architecte principal était Alfred Shaw, l'un des architectes du Merchandise Mart. Ce bâtiment comprenait le Arie Crown Theater , conçu par Edward Durell Stone. Il pouvait accueillir près de 5 000 personnes et était le deuxième plus grand théâtre (en termes de capacité d'accueil ) de Chicago.
Le hall d'exposition de 1960 a été détruit dans un incendie majeur le 16 janvier 1967, bien qu'il ait été considéré comme ininflammable en raison de sa construction en acier et en béton.  Au moment de l'incendie, le bâtiment contenait des expositions hautement combustibles, plusieurs bouches d'incendie étaient fermées et il n'y avait pas de gicleurs au rez-de-chaussée où l'incendie a commencé. Ainsi, l'incendie s'est propagé rapidement et de manière destructrice, coûtant la vie au gardien de sécurité Kenneth Goodman.
Le 27 mars 2020, le Corps des ingénieurs de l'armée américaine a annoncé que le complexe allait commencer à transformer l'espace de congrès en un hôpital de 3 000 lits à la suite de la crise de la COVID-19 qui touche la région de Chicago. Le projet de 15 millions de dollars a été financé par l'agence fédérale de gestion des urgences et devait être achevé le 30 avril.
En 2021, il a été proposé de transformer le Lakeside Center en Rivers Casino, dans le cadre des propositions de casino de Chicago.